# Jan Gosławski
Jan Gosławski herbu Wieniawa – dziekan sądecki, kustosz wiślicki i kanonik krakowski w 1480 roku, komisarz biskupi przy ustanowieniu altarii Św. Bartłomieja w kościele olkuskim w 1505 roku.